# روي فاغان
روي فاغان (بالإنجليزية: Roy Fagan)‏ هو محامي وسياسي أسترالي، ولد في 28 ديسمبر 1905 في أستراليا، وتوفي في 18 يوليو 1990 في هوبارت في أستراليا. حزبياً، نشط في حزب العمال الأسترالي. وقد انتخب نائب رئيس وزراء تسمانيا ‏ (12 مايو 1959 – 26 مايو 1969) وانتخب عضو مجلس نواب تسمانيا عن دائرة Division of Lyons (state) ‏ (23 نوفمبر 1946 – 15 يوليو 1974).